# Duca di Osuna

Scudo del casato Téllez-Girón.

Duca di Osuna (in spagnolo: Duque de Osuna), anche Duca di Ossuna,  è un titolo nobiliare spagnolo. Nel XV secolo la città andalusa di Osuna divenne un feudo di Alfonso Téllez-Girón, nominato 1º conte di Urueña il 25 maggio 1464 da Enrico IV di Castiglia. Pedro Téllez-Girón de la Cueva Velasco y Toledo, 5º conte di Urueña, fu innalzato al rango di duca di Osuna il 5 ottobre 1562 da re Filippo II. Al titolo di duca di Osuna era conferito il Grandato di Spagna, dignità massima della nobiltà spagnola, già propria del precedente titolo di conte di Urueña detenuto dai Téllez-Girón.
Tra i più famosi ci sono: Pedro Téllez-Girón y Velasco Guzmán y Tovar, 3º duca di Osuna (1574 - 1624), conosciuto come il Gran Duca di Osuna, celebrato dal poeta Francisco de Quevedo; e Pedro de Alcántara Téllez-Girón y Pacheco, 9º duca di Osuna (1755-1807), mecenate del celebre pittore Francisco Goya.
Nel corso dei secoli, la famiglia ducale crebbe in importanza e ricchezza fino a diventare, nel XIX secolo, la casa nobiliare più importante di Spagna, riunendo nella persona del duca di Osuna i titoli di duca di Arcos, Béjar, Benavente, Gandía, Infantado e Medina de Rioseco.
Attualmente detiene il titolo la duchessa Ángela María Téllez-Girón.

Corona di Grande di Spagna

## Elenco dei duchi di Osuna

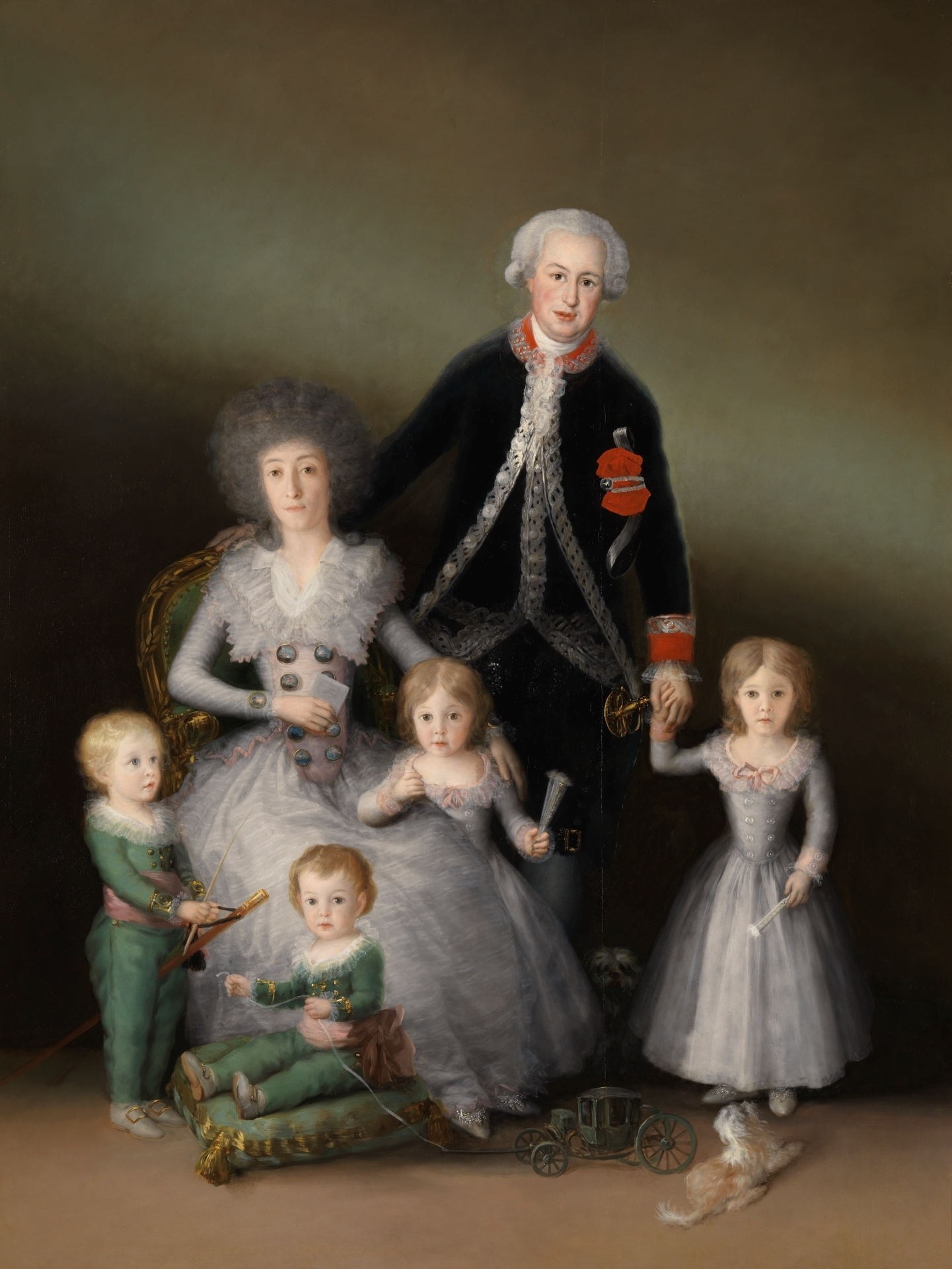
Il 9º duca di Osuna e la sua famiglia. Dipinto di Francisco de Goya, 1788, olio su tela, Museo del Prado, Madrid.

1. Pedro (I) Téllez-Girón (1562-1590).
2. Juan (I) Téllez Girón (1590-1600).
3. Pedro (II) Téllez-Girón (1600-1624).
4. Juan (III) Téllez-Girón (1624-1656).
5. Gaspar Téllez-Girón (1656-1694).
6. Francisco María de Paula Téllez-Girón (1694-1716).
7. José María Téllez-Girón (1716-1733).
8. Pedro (III) Téllez-Girón (1733-1787).
9. Pedro (IV) Téllez-Girón (1787-1807).
10. Francisco de Borja Téllez-Girón (1807-1820).
11. Pedro (V) Téllez-Girón (1820-1844).
12. Mariano (I) Téllez-Girón (1844-1882).
13. Pedro (VI) Téllez-Girón (1882-1901).
14. Luis María Téllez-Girón (1901-1909).
15. Mariano (II) Téllez-Girón (1909-1931).
16. Ángela María Téllez-Girón (1931-2015).
17. Ángela María de Solís-Beaumont 2016.